# Etruščina
Etruščina, tudi etrurščina, etruščanščina je bila jezik etruščanske civilizacije v Etruriji, v Etruriji Padani in Etruriji Kampaniji v današnji Italiji. Etruščina je vplivala na latinščino, vendar jo je slednja sčasoma popolnoma izpodrinila. Etruščani so zapustili okoli 13.000 do danes najdenih napisov, le redki napisi pa so daljši, da bi vsebovali izposojenke ali da bi vsebovali odlomke besedil v latinščini, stari grščini ali feničanščini. Obstoj etruščine se uvršča med leti 700 pr. n. št. in 50 n. št., vendar je bil ta dolgo predmet akademskih razprav. Etruščina se obravnava bodisi kot tirenski jezik bodisi kot izolirani jezik.
Jezikoslovci in etruskologi so si enotni, da je bila etruščina predindoevropski in staroevropski jezik, ki je bila tesno povezana z retijščino, ki so ga govorili v Alpah, in lemnijščino, o katerem pričajo napisi na Lemnosu. Mnoga izmed sicer redkih ohranjenih etruških besedil so verskega pomena.
Etruščanska abeceda je podobna starogrški, primerjava obeh pa kaže natančno etruščansko ohranitev starogrške zasnove, vendar še vedno ohranja nekatere takrat že arhaične starogrške grafeme. Tako lahko jezikoslovci berejo napise s približno izgovorjavo, vendar ne poznajo pomena besed. Etruška abeceda je bila vir latinski in drugim abecedam v Italiji in verjetno tudi drugod. 
Etruščina je aglutinativni jezik, pozna sklanjanje in spreganje. Samostalniki imajo pet sklonov ter edninski in množinski obliki, oblika zaimkov pa je odvisna od živosti oziroma neživosti predmeta. Pri posameznih sklonih je prihajalo do premen. Imela je štiri fonemske samoglasnike, pri soglasnikih pa je obstajala velika razlika med aspiriranimi in neaspiriranimi soglasniki. Na podlagi zapisa jezika je sprva prišlo do izgub in nato ponovne uvedbe samoglasnikov.